# Nicholas Tse

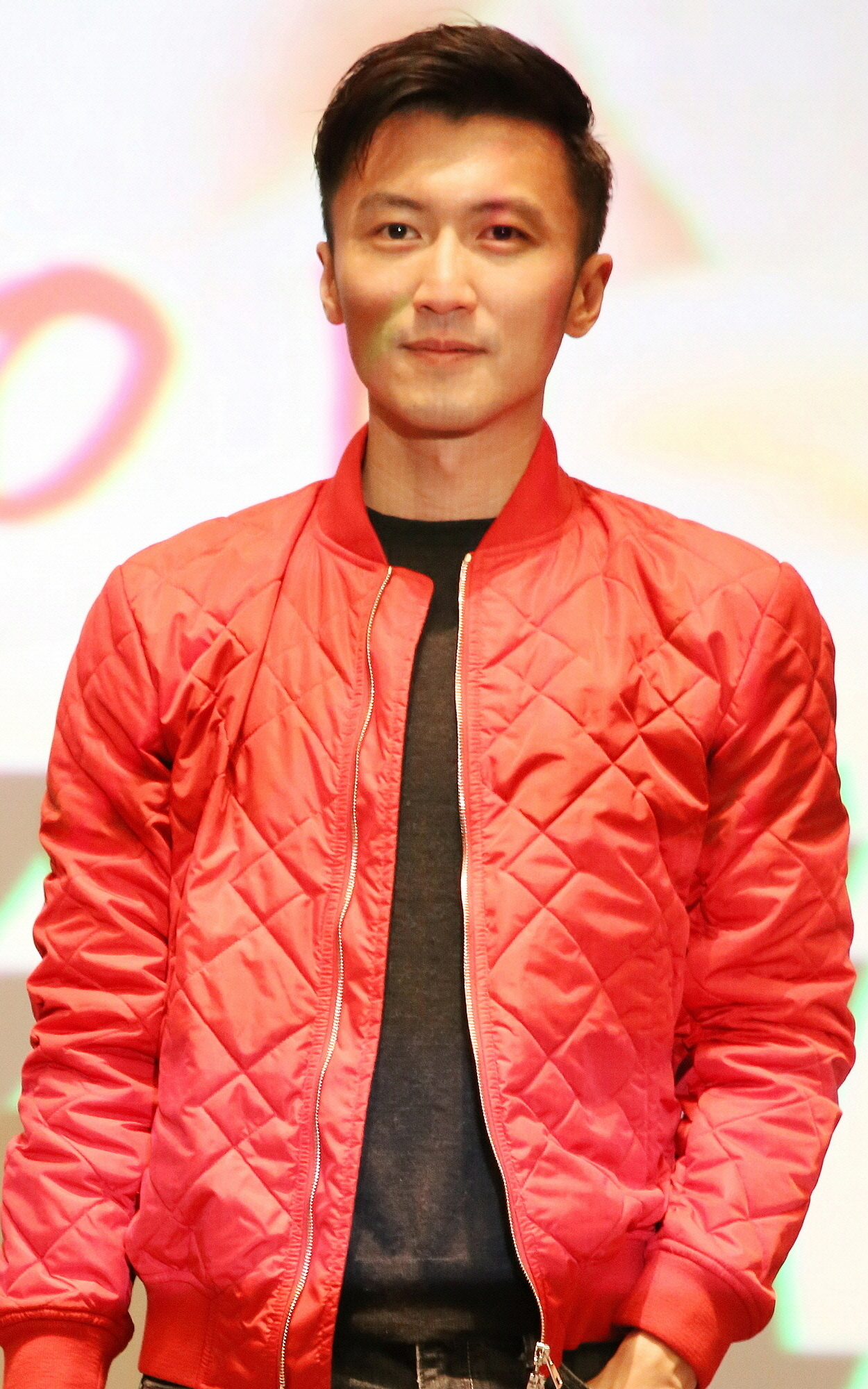
Nicholas Tse (2017)

Nicholas Tse (chinesisch 謝霆鋒 / 谢霆锋, Pinyin Xiè Tíngfēng, Jyutping Ze6 Ting4Fung1, kantonesisch Tse Ting-Fung; * 29. August 1980 in Hongkong) ist ein chinesischer Schauspieler, Sänger, Fernsehkoch, Filmproduzent, der auch die kanadische Staatsangehörigkeit besitzt. Er lernte Martial-Arts-Techniken für Filme und Stunts unter anderem bei Sammo Hung, Jackie Chan und Chung Chi Li. Nicholas Tse gilt als einer der erfolgreichsten Martial-Arts- und Charakterdarsteller des Hongkong-Kinos der 2000er Jahre.

## Leben
Nicholas Tse wurde als Sohn der bekannten Schauspieler Patrick Tse (謝賢) und Deborah Lee (狄波拉 – Künstlername, wirklicher Name 李敏儀) 1980 in Hongkong geboren. Seine Jugend verlebte er im kanadischen Vancouver, wo er die St. George’s School besuchte, und in Phoenix im US-Bundesstaat Arizona. Seine schulische Laufbahn beendete er an einer internationalen Schule seiner Geburtsstadt, die er ein knappes Jahr besuchte.

### Musikkarriere
Mitte der 1990er Jahre wandte er sich der Musik zu und unterschrieb 1996 einen Langzeitvertrag bei Fitto Entertainment. Ein Jahr später sang er auf Einladung eines in Hongkong ansässigen Radiosenders als Gast bei den Feierlichkeiten eines chinesischen Musikpreises. 1997 folgte mit dem Platin ausgezeichneten Debütalbum „My Attitude“, das den dritten Platz der Hongkong-IFPI-Charts erreichte, der Durchbruch als Sänger. Tourneen in Südostasien folgten.

### Filmkarriere
1998 übernahm Tse seine erste Filmaufgabe mit der Rolle des jungen Chan Ho-Nam in Young and Dangerous: The Prequel neben Sam Lee, Shu Qi und Daniel Wu. Für seine Darbietung wurde Nicholas Tse 1999 bei den Hong Kong Film Awards als Bester Nachwuchsschauspieler geehrt.
Weitere wichtige Filme seiner Karriere sind Gen-X Cops (1999), Time and Tide (2000) und Invisible Target (2007). Besonders letzter brachte ihm viel Lob für seine schauspielerische Leistung ein. 2004 drehte er mit Jackie Chan den Film New Police Story.
Für seine Rolle in Bodyguards and Assassins (2009), wurde er mit dem Asian Film Award als bester Nebendarsteller ausgezeichnet, 2011 erhielt er einen Hong Kong Film Award als bester Hauptdarsteller für The Stool Pigeon (2010), wobei er Mitnominierte wie Chow Yun-Fat, Jacky Cheung, Tony Leung Ka-Fai und Nick Cheung ausstach.
Schon als Kind interessierte sich Tse für Martial Arts, von Jackie Chan und Chung Chi Li erhielt er schließlich die entsprechende Ausbildung. Für den Film Dragon Tiger Gate arbeitete er außerdem mit Donnie Yen zusammen. Privat praktiziert er die Kampfsportart Wing Chun.

### Privatleben
In den späten 1990er Jahren hatte Tse eine Beziehung mit der um 11 Jahre älteren Sängerin Faye Wong. Das Interesse der Boulevardmedien am Verhältnis des jungen Popstars mit einer der legendärsten Sängerinnen Asiens war groß. Die beiden trennten sich 2002.
Von 2006 bis 2011 war Tse mit der Schauspielerin Cecilia Cheung verheiratet. Aus der Ehe stammen die Söhne Lucas (* 2007) und Quintus (* 2010).
Seit 2014 ist Tse wieder in einer Beziehung mit Faye Wong, die sich 2013 von ihrem Mann scheiden ließ.

## Filmografie (Auswahl)
- 1998: Young and Dangerous: The Prequel
- 1999:	Gen-X Cops
- 1999:	A Man Called Hero
- 1999:	Metade Fumaca (Ban zhi yan)
- 1999:	Street Angels
- 1999:	The Mirror
- 2000:	Twelve Nights
- 2000:	Winner Takes All
- 2000:	Time and Tide
- 2001:	Comic King
- 2001:	Master Q
- 2001:	Heroes in Love
- 2001:	My Schoolmate, the Barbarian
- 2002:	Inspector Tide Yau
- 2002:	Tiramisu
- 2002:	Demi-Haunted
- 2003:	The Medallion
- 2004:	Jade Goddess of Mercy
- 2004:	Enter the Phoenix
- 2004:	Moving Targets
- 2004:	New Police Story
- 2005: A Chinese Tall Story
- 2005: The Promise
- 2006:	McDull, the Alumni
- 2006:	Dragon Tiger Gate
- 2006:	Rob-B-Hood
- 2006:	The Heavenly Kings
- 2007: Invisible Target
- 2008: Beast Stalker
- 2008: Storm Rider Clash of the Evils
- 2009:	The Storm Warriors
- 2009:	Bodyguards and Assassins
- 2010: Hot Summer Days
- 2010: The Stool Pigeon
- 2011:	Shaolin
- 2011:	Treasure Inn
- 2012: The Viral Factor
- 2012: The Bullet Vanishes
- 2013: The Midas Touch
- 2014: As the Light Goes Out
- 2014: From Vegas to Macau
- 2014: But Always
- 2015: 12 Golden Ducks
- 2015: The Spirit of the Swords
- 2016: I Love That Crazy Little Thing
- 2016: Heartfall Arises
- 2017: Cook Up a Storm
- 2018: Air Strike
- 2021: Raging Fire